# Elpidia Carrillo
Elpidia Carrillo (Parácuaro, 16 de agosto de 1961) é uma atriz mexicana que aparece em vários filmes famosos de Hollywood.

## Filmografia
- 2016 — Foreign Land.... Rosa
- 2015 — The Green Ghost.... Lechusa
- 2014 — Família Gang.... Dalia
- 2009 — Destinos Ligados.... Sofia
- 2008 — Sete Vidas.... Connie Tepos
- 2005 — Nine Lives.... Sandra
- 2004 — A Day Without a Mexican.... Cata, filme mexicano
- 2003 — Kingpin.... Lupita,  mini-séries
- 2002 — Solaris, filme
- 2002 — La otra, telenovela mexicana
- 2002 — Law & Order .... Maria Ramos, série americana
- 2000 — Bread and Roses .... Rosa, filme
- 2000 — Things You Can Tell Just by Looking at Her ....  Carmen, filme
- 1998 — La Otra Conquista .... ambos como Tecuichpo e Dona Isabel, filme
- 1998 — They Come at Night .... Maria Velazquez, filme
- 1998 — Un Embrujo, filme
- 1997 — The Brave .... Rita, filme
- 1995 — De Tripas, Corazon .... Meifer, filme mexicano
- 1995 — My Family .... Isabel, filme
- 1994 — La Hija del Puma.... Maria, filme mexicano
- 1991 — Lightning Field .... Dolores, filme feito para televisão
- 1990 — Predator 2 .... Anna, filme
- 1990 — Dangerous Passion .... Angela, filme feito para televisão
- 1989 — The Assassin .... Elena filme
- 1988 — Una Cita con el Destino, filme mexicano
- 1987 — Predator .... Anna, filme
- 1987 — Let's Get Harry .... Veronica, filme
- 1986 — Salvador .... Maria, filme
- 1985 — Christopher Columbus ..... Coana, produção italiana, mini-séries
- 1983 — Under Fire.... Saninista, filme
- 1983 — The Honorary Consul .... Clara, estreia em Hollywood
- 1982 — The Border.... Maria
- 1982 — Bartholome - oder die Rückkehr der weißen Götter .... Ms. Anna, produção Indo-Alemã
- 1981 — La Virgen Robada, filme mexicano
- 1980 — El Jugador de Ajedrez, filme mexicano
- 1980 — Winnetu Oule Mascalero, série
- 1979 — Bandera Rota, filme mexicano
- 1978 — Nuevo Mundo, filme mexicano
- 1978 — Pedro Paramo .... Isabel, filme mexicano
- 1977 — Deseos,  filme mexicano